# Blindatge (aparell)

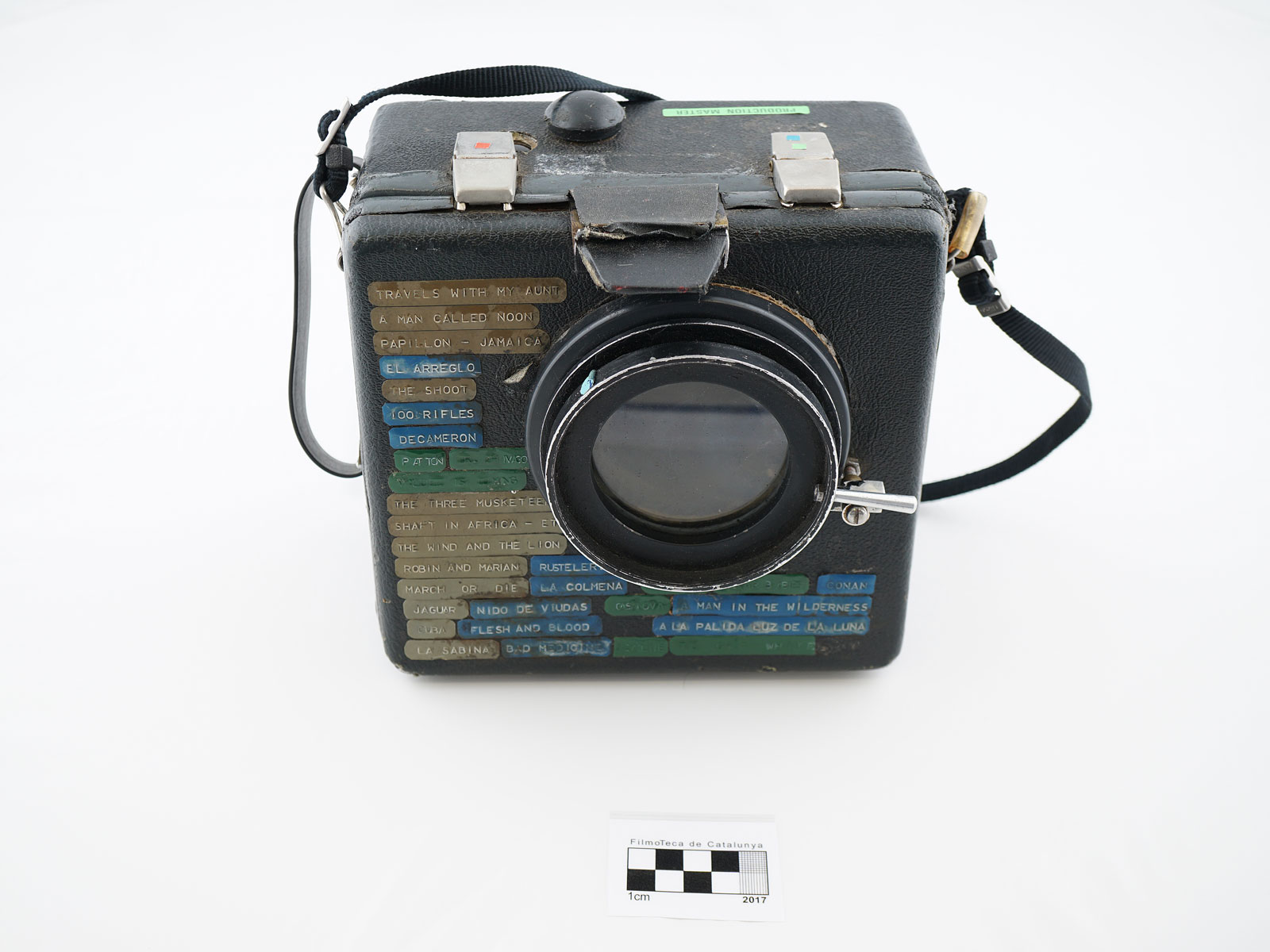
Sound blimp

El blindatge és una carcassa incorporada a una càmera que s'utilitza per a esmorteir el soroll del disparador, particularment en les càmeres reflex. S'utilitza principalment en el camp de la foto fixa, per tal que el dispar no interfereixi en el rodatge d'un film, i també en altres situacions on el so pot arribar a distreure: fotografia teatral, càmeres de vigilància, i fotografia de flora i fauna.
Va ser inventat per Irving Jacobson a mitjans dels anys 60 i va revolucionar el món de la foto fixa, perquè va permetre realitzar fotografies durant el rodatge, en lloc de després d'aquest.

## Estructura

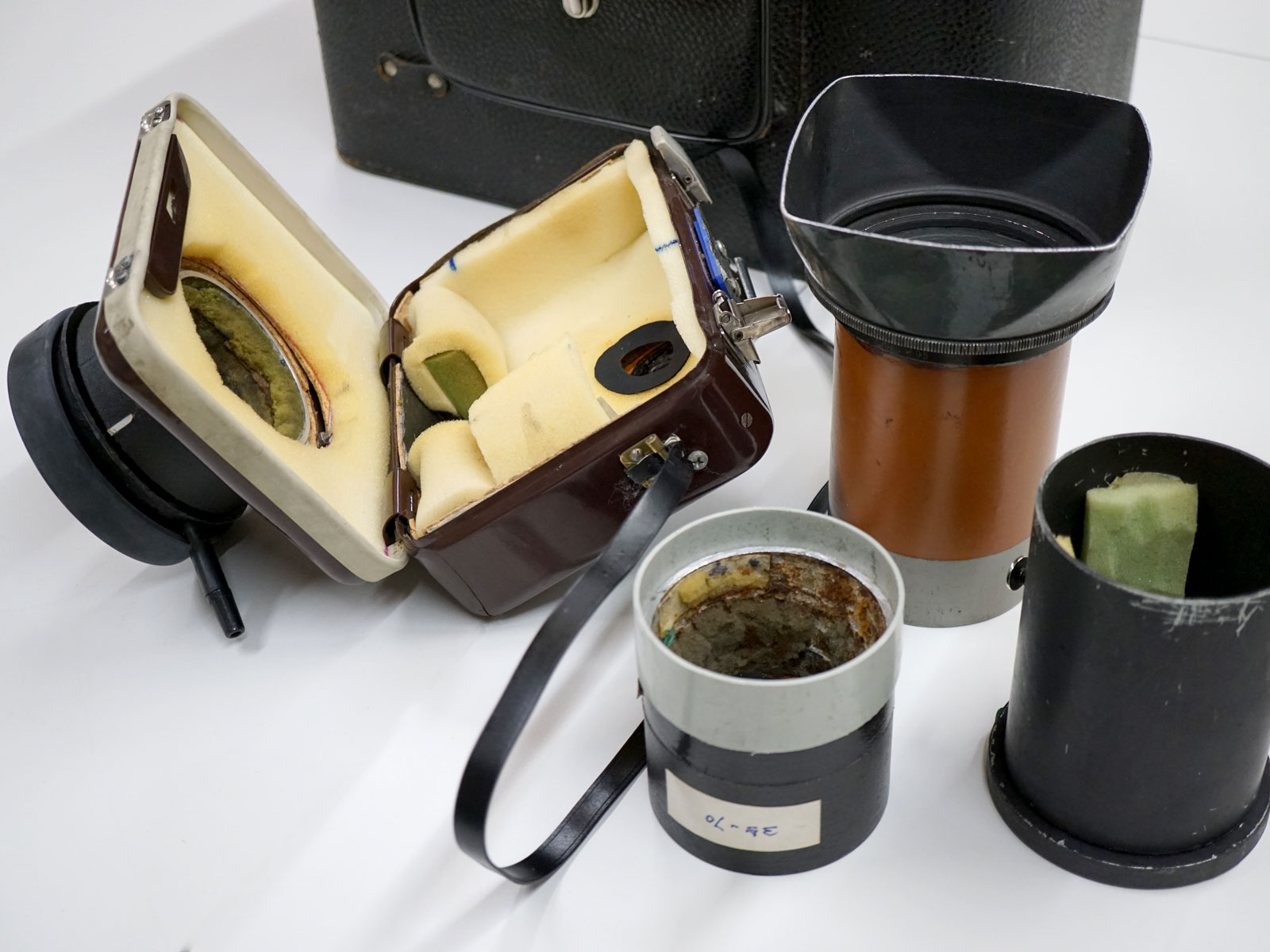
Interior del blimp i objectius utilitzats pel foto fixa Frederic Gómez Grau

Pel que fa a l'estructura, un sound blimp és una caixa rígida, folrada en el seu interior amb escuma, amb forats per la lent i el visor, i interruptors per a poder enfocar i alliberar l'obturador des de l'exterior de la carcassa.
Qualsevol es pot fer un sound blimp utilitzant una carcassa, funda o maleta de càmera existent i un cable de disparador.
El "Camera Muzzle", un clos tou, va ser creat per Sam Cranston. Aquest és menys eficaç que un clos dur, però significativament més barat i fàcil d'utilitzar. Va ser dissenyat més per un ús no-intrusiu, no per un ús exigent com el dels sets cinematogràfics.
Nikon fabrica una carcassa de càmera feta de cuir, la CS-13 (NIK446), que suprimeix una mica el so, tot i que està dissenyada principalment per l'avanç de la pel·lícula de les càmeres cinematogràfiques, i realitza una supressió del so molt petita en les càmeres digitals. Una solució similar era la carcassa Minolta Insulation (6081-660, 43325-74196-8), principalment dissenyada per a càmeres reflex cinematogràfiques i utilitzada en baixes temperatures, tot i que també s'anunciava per a reduir el so de la càmera.